# Velnezers
Le Velnezers ou Velna ezers est un lac du voisinage Jugla de la Vidzeme à Riga en Lettonie.

## Description
Le lac Velnezers est un lac d'eau brune. 
Situé dans une dépression glaciokarstique entre des dunes qui ont été nivelées lors de la construction. Les rivages sont plats, le fond est boueux. Le lac est alimenté par des eaux souterraines. 
La zone est intensivement bâtie. 
Le lac a des lieux de baignade sur son rivage.

## Galerie

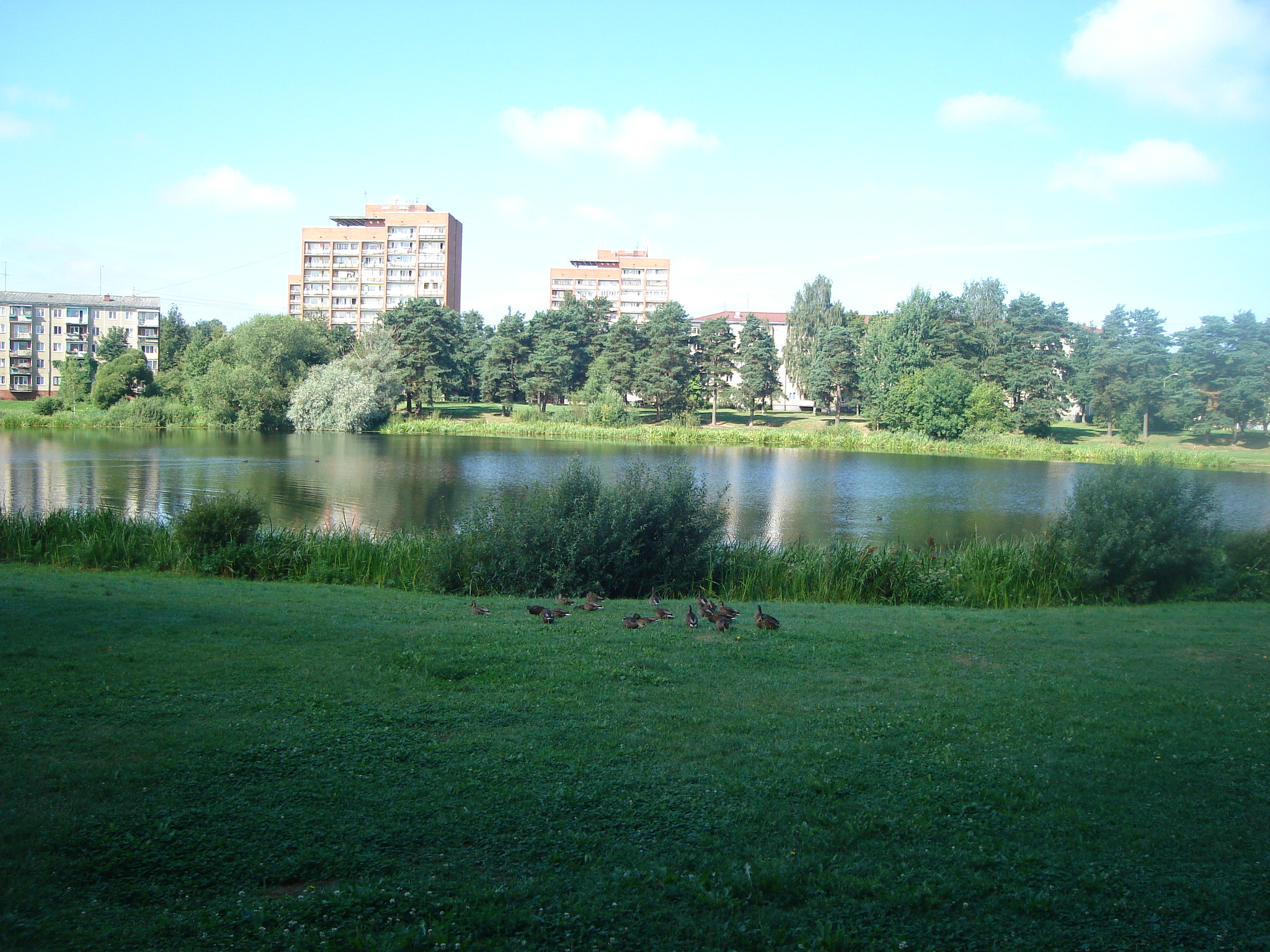
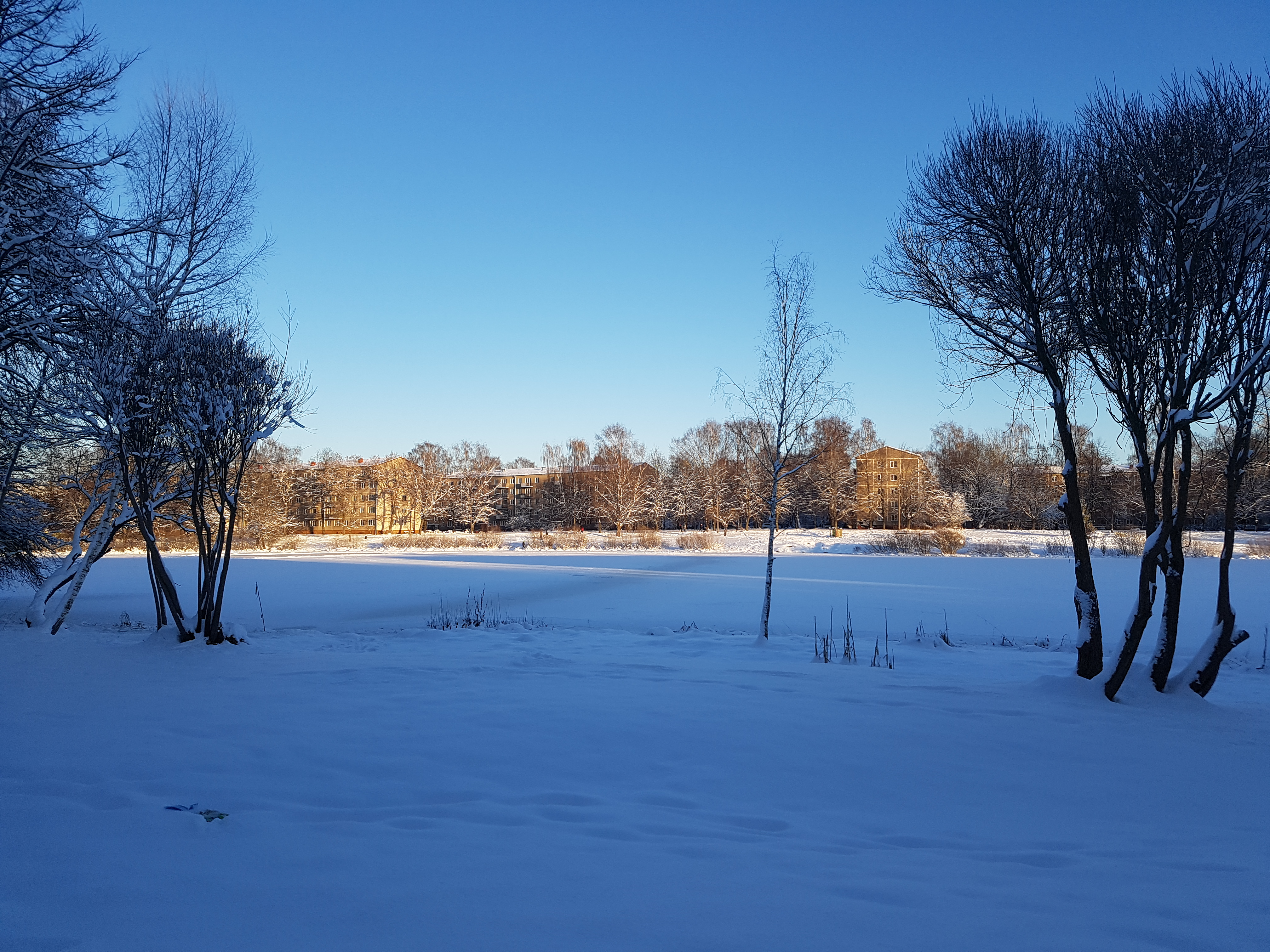
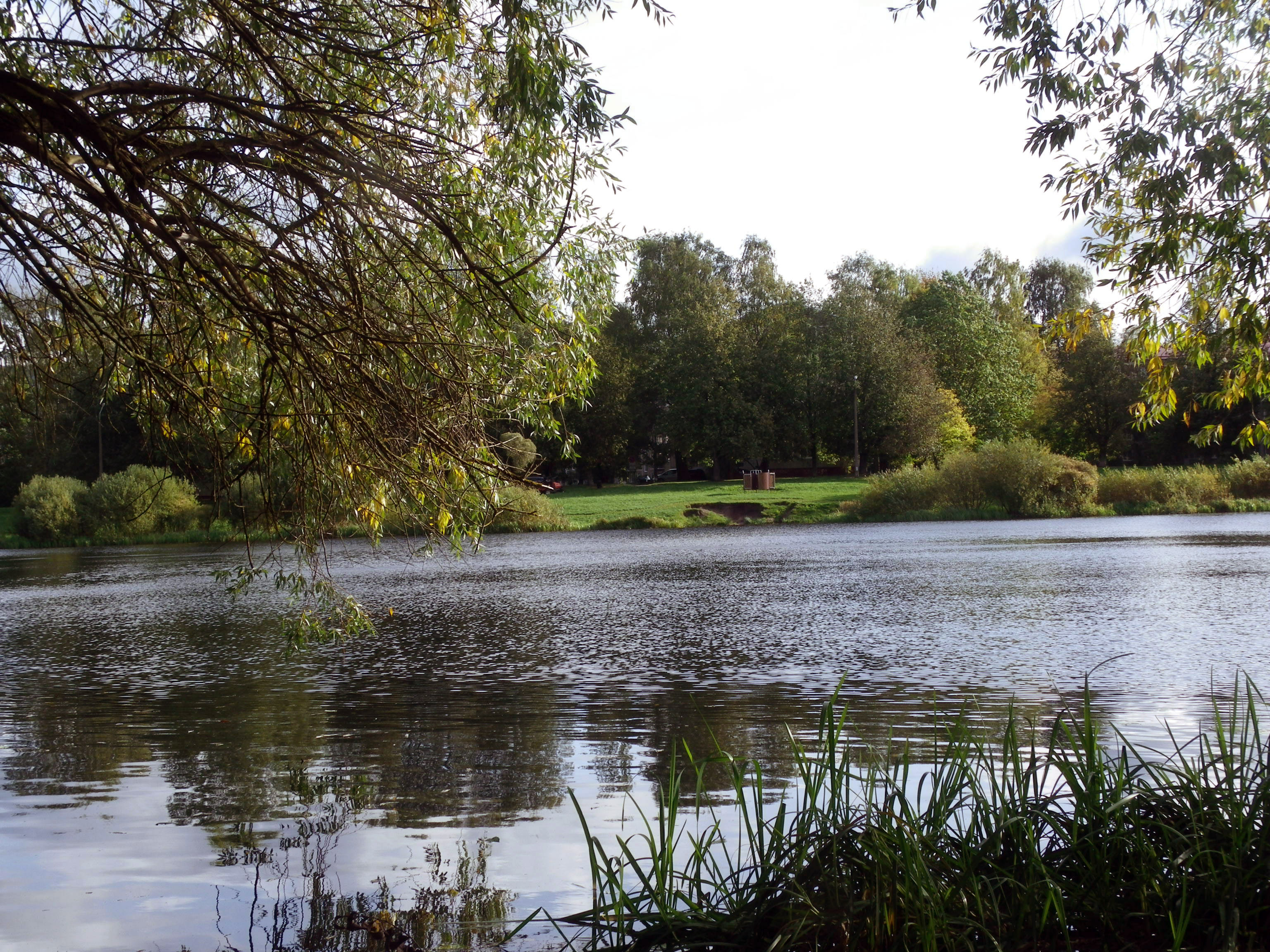